# U-719
Unterseeboot 719 foi um submarino alemão do Tipo VIIC, pertencente a Kriegsmarine que atuou durante a Segunda Guerra Mundial.

## Comandantes
| Comandante                    | Data                                      |
| ----------------------------- | ----------------------------------------- |
| Oblt. Klaus-Dietrich Steffens | 27 de julho de 1943 - 26 de junho de 1944 |

## Subordinação
Durante o seu tempo de serviço, esteve subordinado às seguintes flotilhas:
| Período                                   | Flotilha                                  |
| ----------------------------------------- | ----------------------------------------- |
| 27 de julho de 1943 - 30 de abril de 1944 | 5. Unterseebootsflottille (treinamento)   |
| 1 de maio de 1944 - 26 de junho de 1944   | 3. Unterseebootsflottille (serviço ativo) |